# Виноградов, Александр Юрьевич (кудоист)
Виноградов Александр Юрьевич (6 августа 1985 г.р., г.Ульяновск) — Мастер спорта России международного класса по восточному боевому единоборству Кудо, Мастер спорта России международного класса по Асихара-карате, Кандидат в мастера спорта России по рукопашному бою, судья всероссийской категории по восточному боевому единоборству Кудо, тренер-преподаватель по восточному боевому единоборству Кудо, серебряный призёр Чемпионата Мира по Кудо 2009 года, Серебраный призёр Чемпионата Европы по Кудо 2007 года, полуфиналист 1-го кубка Мира по Кудо 2011 года, двукратный чемпион Европы по Асихара-карате 2007 и 2008 г., Чемпион России по Кудо 2009 года, Чемпион России по Асихара-карате 2007 года, Чемпион России по Ориенталу 2010 года, многократный призёр иных соревнований по Кудо, Асихара-карате, К-1, рукопашному бою. Чёрный пояс II дан по Кудо, чёрный пояс I дан по Асихара-карате.

## Биография
Родился 6 августа 1985 года в Ульяновске.
С 1992—2002 г.г. обучался в средней школе № 22 (Верхняя Терраса).
В 2003 году поступил в ГОУ ВПО «Московский Государственный Педагогический Университет», который окончил в 2008 году.
В 2012—2013 г.г. проходил обучение в ОГОУ ДПО «Ульяновский институт повышения квалификации и переподготовки работников образования» по направлению «Экономика. Социальная адаптация в условиях рынка. Маркетинг. Менеджмент в образовании».
С 2014 года обучался в Ульяновский государственный педагогический университет имени И. Н. Ульянова, специальность: учитель физической культуры.
В 2018 году окончил Ульяновский государственный аграрный университет имени П. А. Столыпина, освоив программу бакалавриата по направлению подготовки землеустройство и кадастры.
В период с 2008 по 2010 г.г. проходил службу в рядах ВС РФ Внутренние войска в\ч № 6672.
Трудовую деятельность начал в спортивном клубе «Единство».
С 2007—2011 г.г. работал тренером-преподавателем МБОУ ДОД «Детский оздоровительно-образовательный центр «Орион».
2011—2012 г.г. — руководитель спортивно-оздоровительного подразделения МБОУ ДОД детский оздоровительно-образовательный центр «Орион».
С 2012 года по настоящее время работает директором МБУ «Спортивная школа «Юность».
Депутат Ульяновской Городской Думы VI созыва. Состоит в партии Единая Россия.

## Награды
Награждён: Почетной грамотой губернатора Ульяновской области; Почетной грамотой Законодательного собрания Ульяновской области; Почетной грамотой Ульяновской Городской Думы; Лауреат премии в области боевых искусств «Золотой пояс».

## Видео
- Поединок № 1 Александра Виноградова на Кубке Мира по Кудо
- Поединок № 2 Александра Виноградова на Кубке Мира по Кудо